# Fubine
Fubine (Fibin-ni in dialect) là một đô thị ở tỉnh Alessandria trong vùng Piedmont của Italia, có vị trí cách khoảng 60 km về phía đông của Torino và khoảng 15 km về phía tây bắc của Alessandria. Tại thời điểm ngày 31 tháng 12 năm 2004, đô thị này có dân số 1.689 người và diện tích là 25,5 km².
Fubine giáp các đô thị: Altavilla Monferrato, Cuccaro Monferrato, Felizzano, Quargnento, và Vignale Monferrato.

## Người dân nổi tiếng
- Luigi Longo (1900–1980), cũng gọi là Gallo, nhà chính trị Ý.
- Giuseppe Bertoldi
- Pietro Longo bị phát xít giết năm 1921